# Мизніков Дмитро Юрійович
Дмитро́ Ю́рійович Ми́зніков (нар. 30 жовтня 1978, Харків) — український бадмінтоніст, чемпіон України 2000 і 2007 років, переможець міжнародних турнірів, колишній гравець Національної збірної України.

## Кар'єра
Вихованець заслуженого тренера України Геннадія Махновського.
Чемпіон України серед юніорів 1994—1997 років у парній чоловічій категорії, 1996—1997 — в одиночному розряді, 1995—1997 року — у змішаній парній категорії. Чемпіон України 2000 і 2007 років серед дорослих.
1994 року на юніорському чемпіонаті світу 1994 року в Куала-Лумпурі разом з Наталією Єсипенко вийшов у чвертьфінал.
1998 року взяв участь у складі збірної України в чемпіонаті Європи в Софії, Болгарія.
1999 року взяв участь у чемпіонаті світу з бадмінтону в Копенгагені, Данія.
У 1999 році здобув золото на міжнародному турнірі Croatian International, у 2001 році став переможцем Lithuanian international, у 2003 році переміг на турнірі Bulgarian International.
Виступає в турнірах ветеранів — 2019 року вийшов у півфінал турніру «2019 BWF World Senior Championships — 40+».

## Досягнення

### Чемпіонат України
Чемпіони України в чоловічій парній категорії
- 2000 — Мизніков Дмитро / Славгородський Дмитро (Харків, Київ)
- 2007 — Атращенков Валерій / Мизніков Дмитро (Харків)

### Міжнародні змагання
| Рік       | Подія                        | Категорія      | Місце | Переможець                             |
| --------- | ---------------------------- | -------------- | ----- | -------------------------------------- |
| 1994      | Slovak Junior International  | Чоловіки       | 1     | Дмитро Мизніков                        |
| 1994      | Slovak Junior International  | Змішана парна  | 1     | Дмитро Мизніков / Наталія Єсипенко     |
| 1999      | Croatian International       | Чоловіча парна | 1     | Дмитро Мизніков / Валерій Стрільцов    |
| 2000/2001 | French Student Championships | Змішана парна  | 1     | Дмитро Мизніков / Viveca Kay Goussindi |
| 2000/2001 | French Student Championships | Чоловіки       | 1     | Дмитро Мизніков                        |
| 2001/2002 | French Student Championships | Чоловіки       | 1     | Дмитро Мизніков                        |
| 2001      | French International         | Чоловіки       | 1     | Дмитро Мизніков                        |
| 2001      | French International         | Чоловіча парна | 1     | Дмитро Мизніков / Olivier Fossy        |
| 2001      | Lithuanian international     | Змішана парна  | 1     | Дмитро Мизніков / Наталія Головкіна    |
| 2002      | French International         | Змішана парна  | 1     | Наталія Єсипенко / Дмитро Мизніков     |
| 2003      | Bulgarian International      | Змішана парна  | 1     | Дмитро Мизніков / Наталія Головкіна    |